# Masacrul de la Hatîn
Hatîn (în belarusă și rusă: Хаты́нь) a fost o așezare din Belarus cu o populație de 149 de persoane. Pe 22 martie 1943 așezarea a fost distrusă de militari-SS germani (SS-Sondereinheit) și de colaboraționiști din Batalionul al 118-lea Schutzmannschaft, drept represalii pentru ajutorul pe care l-ar fi acordat sătenii partizanilor. Toți locuitorii Hatînului au fost arși de vii.

## Masacrul
Pe 22 martie 1943, o companie SS germană și batalionul al 118-lea de poliție militară au intrat în satul Hatîn și au blocat toate drumurile. Batalionul era format în Kiev din colaboraționiști dezertori din Armata Roșie și foști prizonieri de război sovietici. La conducerea batalionului se afla fostul locotent-major sovietic Grigori Vasiura.
În acea dimineață, la 6 km de sat, partizanii atacaseră un convoi al armatei germane și unul dintre ofițeri fusese ucis. Drept represalii pentru moartea lui Hans Woellke, fost campion olimpic la Berlin (1936), s-a luat hotărârea uciderii sătenilor din Hatîn.
Întreaga populație a satului - fără excepție: tineri și bătrâni, bărbați, femei și copii - a fost adunată într-un hambar al colhozului. Câțiva copii care au încercat să fugă au fost împușcați. Printre locuitorii satului se aflau și câțiva membri ai unor familii numeroase: Iosif și Anna Baranovski cu 9 copii și Alexandr și Alexandra Novițki cu 7 copii. Alături de locuitorii Hatînului s-au mai aflat un sătean din Iurkovici și o femeie din Kameno, care erau întâmplător acolo. 
Odată adunați toți sătenii în hambar, au fost încuiate ușile. De jur împrejurul clădirii au fost îngrămădite paie și lemne, acestea au fost stropite cu benzină și li s-a dat foc. Construcția din lemn s-a aprins repede. Sub presiunea celor aflați înăuntru, ușile hambarului au fost dărâmate. Cei care, cu hainele în flăcări, au încercat să se salveze din incendiu, au fost împușcați. În clădirea în flăcări a pierit marea majoritate a sătenilor, dintre care 75 de copii sub 16 ani. Întreaga așezare a fost de asemenea incendiată și distrusă.
Două fete, Maria Fedorovici și Iulia Klimovici, au reușit să iasă din hambarul incendiat și să se târască spre pădure, unde au fost găsite de sătenii din Hvorosteni Kamenskogo. Mai târziu, și acest sat a fost incendiat de germani și s-a pierdut urma celor două fete.
Dintre copiii care nu au reușit să iasă din hambar, au supraviețuit doi: Victor Jelobkovici (7 ani) și Anton Baranovski (12 ani). Victor  a scăpat sub corpul mamei sale moarte. Anton, ars și rănit la un picior de un glonț exploziv, a fost considerat mort de către germani. Cei doi copii au fost recuperați de sătenii din satele vecine. După război, au fost aduși într-un orfelinat.
Dintre locuitorii adulți ai satului, a supraviețuit numai fierarul Iosif Kaminski, în vârstă de 56 de ani. Plin de arsuri și de răni, el și-a revenit din leșin târziu în noapte, după plecarea polițiștilor militari. Supraviețuitorul a fost șocat să găsească imediat lângă el trupul fiului său. Cei doi au fost folosiți ca motiv pentru monumentul din complexul memorial.

### Operația de represalii "Winterzauber" și consecințele sale
În perioada februarie – martie 1943, în regiunea Sebej – Osbeia – Poloțk din Belarus și de asemenea în regiunea Pskov, germanii au declanșat operațiunea de eliminare a partizanilor cu numele de cod „Winterzauber” (Magie de iarnă) în cadrul căreia se pare că a fost încadrată și distrugerea satului Hatîn și uciderea locuitorilor lui.
La această operațiune au luat parte 10 batalioane Schutzmannschaft, formate din colaboraționiști. Printre membrii acestor unități se aflau cetățeni din țările baltice, dar și ruși, ucraineni și belaruși. În timpul operațiunii au fost distruse prin incendiere 158 de așezări, iar populația lor ucisă. În total, în cadrul acestei operațiuni au fost uciși 3.500 de săteni, 2.000 au fost trimiși la muncă forțată în Germania Nazistă și mai mult de 1.000 de copii au fost trimiși în lagărul de concentrare Salaspils (Letonia). Mai multe mii de oameni au pierit în regiunea Pskov. Polițiștii militari nu au suferit nicio pierdere, de unde concluzia că acțiunea a vizat aproape exclusiv populația civilă, nu și partizanii înarmați.
Dintre cele 9.200 de așezări incendiate de germani în Belarus în timpul Marelui Război Patriotic, în cazul a 5.295 dintre ele populația, sau o bună parte a populației așezărilor, a pierit odată cu satele incendiate în cursul represaliilor. . În total, un sfert din populația Belarusului a pierit în timpul războiului.

## Complexul memorial Hatîn
În Uniunea Sovietică, Hatînul a devenit un simbol al masacrelor împotriva populație civile care au fost făptuite de germani și colaboratorii lor. În 1966 a fost ridicat în zonă un complex memorial. Printre simbolurile cele mai cunoscute ale complexului se află un monument format din trei mesteceni și o flacără veșnică, în amintirea celor aproximativ un sfert din populația RSS Belarusă pierită în timpul celui de-al doilea război mondial. în complex se află statuie care i-a avut ca model pe Iosif Kaminski, singurul adult supraviețuitor al masacrului și pe fiul său ucis. De asemenea, în complex se află un zid cu nișe care comemorează cetățenii belaruși morți în lagărele de concentrare naziste. Clopotele bat odată la 30 de secunde, amintind rata pierderii de vieți omenești în republică în timpul războiului.

## Controverse
După cum afirmă oficialul FBI Benjamin B. Fischer, Hatînul a fost ales datorită asemănării numelui său cu cel al Katynului. (Хатынь – Катынь).  De asemenea, Norman Davies, profesor la Colegiul Wolfson, (Oxford), susține că satul a fost ales iar memorialul creat de către autoritățile sovietice printr-o politică bine calculată de dezinformare, pentru a crea confuzie cu masacrul de la Katyn.
Printre liderii străini care au vizitat memorialul Hatîn s-au numărat Richard Nixon (SUA), Fidel Castro (Cuba), Rajiv Gandhi (India), Yasser Arafat (OEP) și  Jiang Zemin (China).